# Diritto della navigazione
Il diritto della navigazione, o diritto marittimo (in inglese: admiralty law o maritime law), è la branca del diritto costituita dall'insieme di norme che disciplinano la navigazione marittima ed aerea, di tipo commerciale e non commerciale.
Va distinto dal diritto del mare, che è una branca del diritto internazionale e disciplina i diritti e i doveri degli Stati in ambienti marittimi, e questioni come le rivendicazioni sui minerali marini,  la giurisdizione delle acque costiere e le relazioni marittime tra gli Stati.

## Storia
Le Repubbliche marinare nel Medioevo elaborarono propri codici marittimi. In ordine cronologico, produssero:
- la Repubblica di Amalfi le Tavole amalfitane (XI secolo);
- il Ducato di Gaeta parte degli Statuti di Gaeta (1356)[2];
- la Repubblica di Noli gli Statuti di Noli (XII secolo);
- la Repubblica di Pisa il Constitutum usus (1160) e il Breve curia maris (1297);
- la Repubblica di Venezia il Capitulare nauticum (1225);
- la Repubblica di Ragusa gli ultimi due volumi del Liber statutorum (1272);
- la Repubblica di Ancona gli Statuti del mare (1387);
- la Repubblica di Genova le Regulae et ordinamenta officii gazariae (1441).

Inoltre, per la loro antichità, si devono segnalare gli Ordinamenta maris di Trani del 1063.

## Nel mondo

### Italia
Il diritto della navigazione è considerato in Italia autonomo dal punto di vista legislativo, poiché la materia è disciplinata dal Codice della navigazione approvato con il regio decreto n. 327 del 30 marzo 1942 e successivamente novellato, per quanto concerne la parte aerea, dal decreto legislativo 96/2005 e dal decreto legislativo 151/2006.